# Akira Suzuki
Akira Suzuki (鈴木 章, Suzuki Akira, Mukawa, 12 de setembro de 1930) é um químico japonês.
Foi agraciado com o Nobel de Química de 2010, pela reação de Suzuki, parte da reação orgânica de um ácido borânico de arila ou vinil com um haleto de arila ou vinil, catalisado por um paládio de complexidade zero, em 1979.

## Biografia
Suzuki se formou pela Universidade de Hokkaido, onde também concluiu seu Ph.D. e trabalhou como professor assistente. No período de 1963 a 1965, trabalhou com o também químico Herbert Charles Brown, na Universidade Purdue, e após retornar à Universidade de Hokkaido se tornou professor efetivo.
Em 2010 foi laureado com o Nobel de Química, juntamente com Richard Heck e Ei'ichi Negishi.